# Direct Imaging
Pour les articles homonymes, voir DI.
Direct Imaging (DI) est un terme anglais désignant un procédé, propriété de la société américaine Presstek, de gravure directe des plaques offset sur le cylindre porte-plaque de la presse, ce qui affranchit l'opérateur de l'opération de calage des plaques permettant d'avoir les quatre couleurs en repérage dès les premières pages.
Les principales presses DI du marché sont la Speedmaster de la firme allemande Heidelberg et la 3404 DI du fabricant japonais Ryobi (revendue également par Xerox et Kodak Polychrome Graphics sur le continent américain, et KBA).